# Jakob Stämpfli
Jakob Stämpfli (ur. 23 lutego 1820, zm. 15 maja 1879 w Bernie), polityk szwajcarski.
Został wybrany do Szwajcarskiej Rady Związkowej 6 grudnia 1854, opuścił stanowisko 31 grudnia 1863. Został nominowany do Rady przez Szwajcarską Demokratyczną Partię Wolności.
Kierował między innymi departamentami:
- departament sprawiedliwości i policji (1855)
- departament polityczny (1856)
- departament finansów (1857–1858)
- departament polityczny(1859)
- departament ds. wojskowych (1860–1861)
- departament polityczny (1862)
- departament ds. wojskowych (1863)

Trzykrotnie sprawował urząd przewodniczącego Szwajcarskiej Rady Związkowej (Prezydent Szwajcarii) w latach: 1856, 1859, 1862.
W latach 1871–1872 jeden z trzech neutralnych arbitrów w komisji powołanej przez Traktat waszyngtoński (1871) do rozstrzygnięcia sporu o roszczenia Alabamy.